# Ukrajna vasúti közlekedése
Ukrajna vasúti közlekedése széles nyomtávú, 21 655 km hosszú pályahálózaton bonyolódik, melyből 7145 km kétvágányú, a villamosított vonalak hossza pedig 9729 km. Az ukrán vasút hosszúság alapján a 14. leghosszabb, utasforgalmát tekintve a 6., teherforgalma pedig a 7. legnagyobb a világon.
Ukrajna nemzeti vasúttársasága az Ukrán Vasutak (UZ). 2015 májusában az Ukrzaliznicja csődöt jelentett.

## Vonalfelújítások
Miután Ukrajna és Lengyelország megnyerte a 2012-es labdarúgó-Európa-bajnokság megrendezésének jogát, az UZ megkezdte a vasúti közlekedés nagyarányú fejlesztését.

## Járműállomány
- Teherkocsik száma: 174 939 db
- Személykocsik száma: 8429 db
- Mozdonyok száma: 2718 db
- Villamos mozdonyok száma: 1796 db
- Villamos motorvonatok száma: 1443 db
- Dízel motorvonatok száma: 186 db
- Alkalmazottak száma: 375 900 fő

## Vasúti kapcsolata más országokkal
- Fehéroroszország - azonos nyomtáv
- Oroszország - azonos nyomtáv
- Moldova - azonos nyomtáv
- Románia - eltérő nyomtáv - 1520 mm / 1435 mm
- Magyarország - eltérő nyomtáv - 1520 mm / 1435 mm
- Szlovákia - eltérő nyomtáv - 1520 mm / 1435 mm  (egy széles nyomtávú teherszállításra használt vonal: A kassai acélműig teherszállításra)
- Lengyelország - eltérő nyomtáv - 1520 mm / 1435 mm (egy széles nyomtávú teherszállításra használt vonal: Linia Hutnicza Szerokotorowa)